# P. Soffers

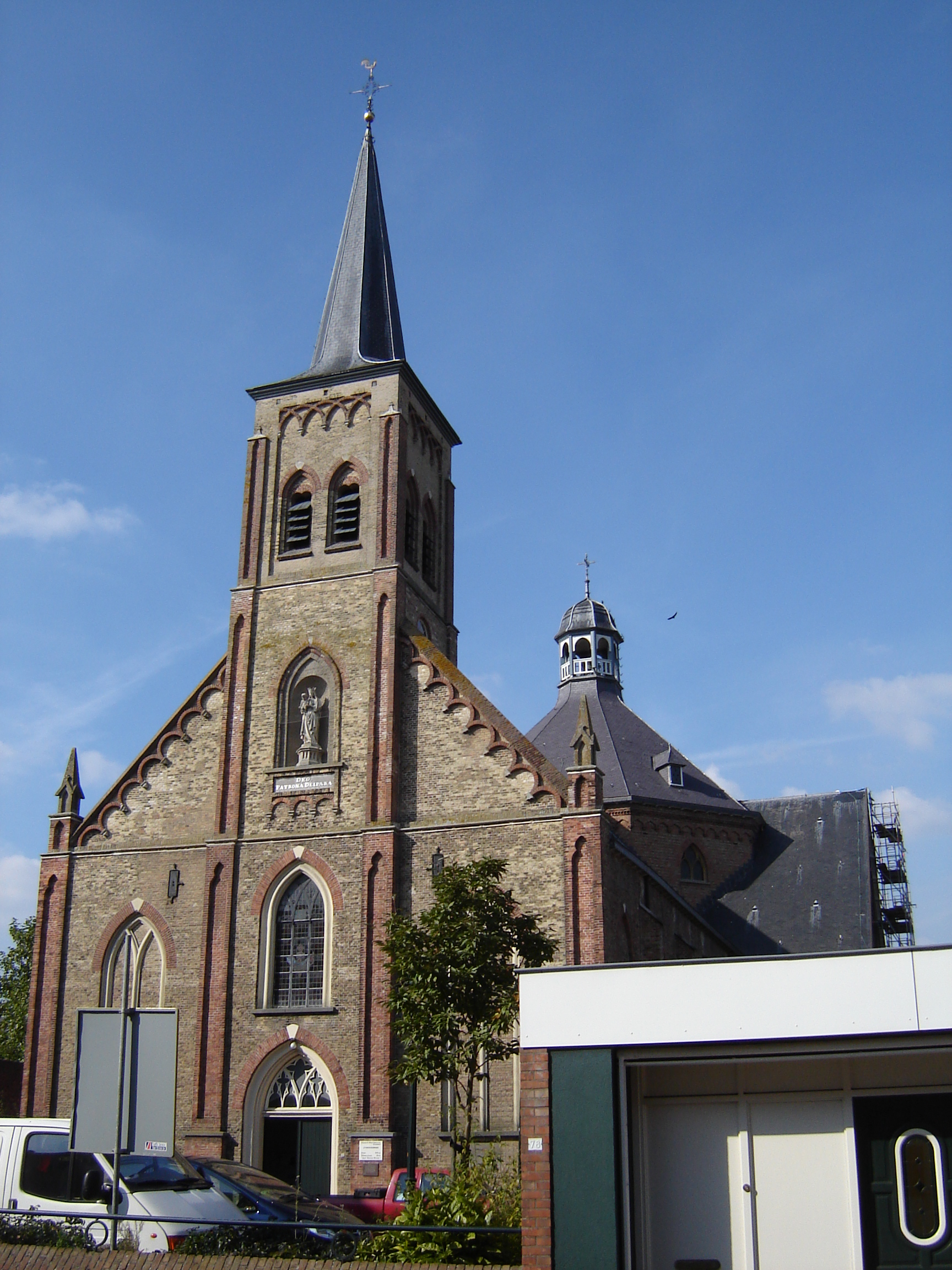
Maria Hemelvaartkerk te Aardenburg

Petrus J. Soffers, naar wie ook vaak wordt gerefereerd als P. Soffers, was een Nederlands architect van Rooms-Katholieke kerken die gerekend wordt tot de vroege neogotiek. Hij was woonachtig te Ginneken.
Soffers was vooral werkzaam in het bisdom Breda, waar hij een bevoorrechte positie genoot, mede door zijn goedkope manier van werken. Vanaf medio 1875 werd hij verdrongen door Petrus Johannes van Genk.
Hij ontwierp onder meer de volgende kerken:
- Maria Hemelvaartkerk te Aardenburg (1850)
- Congregatiekapel Franciscanessenklooster 't Withof te Etten-Leur (1850)
- Uitbreiding van de kerk van Graauw (1854)
- Sint-Bavokerk te Groede (1860)
- Onze-Lieve-Vrouw van Bijstandkerk te Baarle-Nassau (1860)[1]
- Sint-Jozefkerk te Nieuw-Namen (1860)
- Sint-Corneliuskerk te Achtmaal (1862)
- Poortgebouw Franciscanessenklooster 't Withof te Etten-Leur (1865)
- Hubertuskerk te Dongense Vaart (1865)
- Sint-Martinuskerk te Groenendijk (1870)
- Verbouwing Huize Adama onderdeel van het Franciscanessenklooster 't Withof te Etten-Leur (1870)
- Sint-Corneliuskerk te Lamswaarde (1873)
- Sint-Bernarduskerk te Ulicoten (1870), verwoest in 1944
- Heilige Henricuskerk te Clinge, Hulst (1875)
- Heilige Maagd Mariakerk en pastorie te Willemstad (1875)[2]
- Sint-Martinuskerk te Schijf (1882), vervangen in 1939

Soffers was ook verantwoordelijk voor de herbouw van de Sint-Gerulphuskerk te Stoppeldijk (1870) die eerder door brand was verwoest.